# (10223) Zashikiwarashi
(10223) Zashikiwarashi – planetoida z grupy pasa głównego asteroid okrążająca Słońce w ciągu 5 lat i 188 dni w średniej odległości 3,12 j.a. Została odkryta 31 października 1997 roku w obserwatorium w Nihondaira przez Takeshiego Uratę. Nazwa planetoidy pochodzi od Zashikiwarashi, legendarnego ducha, przybierającego postać dziecka, znanego w regionie Tōhoku. Przed nadaniem nazwy planetoida nosiła oznaczenie tymczasowe (10223) 1997 UD11.